# 後鰭蛇鰻
後鰭蛇鰻，為輻鰭魚綱鰻鱺目糯鰻亞目蛇鰻科的其中一種，分布於西北太平洋的中國海域，棲息在底層水域，屬肉食性，可做為食用魚。

## 擴展閱讀
維基物種上的相關：後鰭蛇鰻